# Algirdas Paulauskas
Algirdas Paulauskas (ur. 8 kwietnia 1959) – litewski trener koszykarski, obecnie trener  litewskiej kadry kobiet.
Prywatnie jest mężem byłej ukraińskiej koszykarki, a obecnie trenerki – Dilary Wieliszajewej, którą trenował w latach 1992–1995 (Włókniarz Białystok), 1995–1996 (Ślęza Wrocław), 1998-2001 (Odra Brzeg), 2002–2004 (Telekomas Wilno). Mają wspólnie dwójkę dzieci.

## Osiągnięcia
Drużynowe
- Mistrzostwo:
  - Ligi Bałtyckiej (2002–2007)[2]
  - Rosji (2012)
  - Litwy (2002–2007)
  - turnieju Teletkno Challenge (2002, 2003)
- Brąz Euroligi (2005, 2012)
- 4. miejsce w Eurolidze (2006)
- Puchar:
  - Rosji (2012)
  - Jantar Cup (2004)
- Awans do:
  - PLK z Zastalem Zielona Góra (1998^)[3]
  - PLKK z Odrą Brzeg (2000)

Reprezentacja
- Uczestnik mistrzostw:
  - świata (2006 – 6. miejsce)
  - Europy (2005 – 4. miejsce, 2007 – 6. miejsce, 2009 – 12. miejsce, 2011 – 7. miejsce, 2013 – 14. miejsce, 2015 – 8. miejsce)

^ – wpis dotyczy koszykówki mężczyzn